# MQTT

Esempio di collegamento con MQTT.

MQTT (Message Queuing Telemetry Transport) è un protocollo ISO standard (ISO/IEC PRF 20922) di messaggistica leggero di tipo publish-subscribe posizionato in cima a TCP/IP. È stato progettato per le situazioni in cui è richiesto un basso impatto energetico e dove la banda è limitata. Il pattern publish-subscribe richiede un broker di messaggistica. Il broker è responsabile della distribuzione dei messaggi ai client destinatari.

## Storia
Il protocollo è stato inventato da Andy Stanford-Clark di IBM, e Arlen Nipper di Cirrus Link Solutions nel 1999.
MQTT-SN è una variazione del protocollo destinata a sistemi embedded che non sono basati su TCP/IP come ZigBee.

## Caratteristiche

Struttura di un pacchetto di comunicazione MQTT.

Secondo l'Internet Assigned Numbers Authority, le porte TCP e UDP ufficiali per comunicare ad un server MQTT sono la porta 8883 (per collegamenti con TLS) e la porta 1883 (per collegamenti in chiaro).

## Applicazioni
Esistono diversi progetti che implementano MQTT. Un esempio importante è Facebook Messenger:
- Facebook Messenger, iOS iPhone iPad, Android, e Windows. Gli ultimi rilasci fanno uso di MQTT per sei differenti funzionalità tra cui status utente e sync bookmark. Facebook ha affermato di aver adottato MQTT per aumentare la velocità della messaggistica tra utenti usando meno energia e banda. Non è chiaro quanto MQTT sia utilizzato.